# Classe George Washington
La classe George Washington est une classe de cinq sous-marins nucléaires lanceurs d’engins de l'US Navy construits entre 1958 et 1961. C'est la première classe de sous-marin en occident capable de lancer des missiles mer-sol balistiques stratégiques nucléaires. Elle représente le début de la dissuasion nucléaire sous-marine américaine.

## Histoire
La classe George Washington est une classe de sous-marins à propulsion nucléaire lanceur de missiles balistiques nucléaire déployés par la marine des États-Unis.
Le 31 décembre 1957, la Marine ordonne la création d’une classe de sous-marins nucléaires armés de missiles stratégiques à longue portée. Elle charge Electric Boat de convertir deux coques de sous-marins d'attaque existant en navire transportant des missiles balistiques afin de créer rapidement la force de dissuasion sous-marine. Pour réaliser cette conversion, Electric Boat convainc la Marine en janvier 1958 de retarder les dates de lancement de deux sous-marins d'attaque de classe Skipjack, l’USS Scorpion (SSN-589) et l'USS Sculpin (SSN-590). Le 12 février 1958, le président Dwight D. Eisenhower autorise le financement de trois sous-marins lanceur de missiles balistiques.
Les sous-marins de la classe George Washington sont essentiellement basés sur la classe Skipjack avec un compartiment missile de 40 m de long inséré entre le compartiment de navigation du navire et le compartiment du réacteur nucléaire. C’est littéralement le cas pour l’USS George Washington (SSBN-598). La quille déjà posée par Electric Boat pour le Scorpion est coupée et étendue pour devenir la quille du George Washington. Les plans des navires suivants de la classe établis par Electric Boat et le chantier naval de Mare Island Naval Shipyard intégreront ces modifications avant le début de leur construction. Le Président Eisenhower autorise la construction de deux autres sous-marins supplémentaires le 29 juillet 1958 portant le total à cinq. Les chantiers Newport News Shipbuilding et Portsmouth Naval Shipyard débutent la construction immédiatement.
L’USS George Washington (SSBN-598) est le premier et tête de série de cinq sous-marins nucléaire lanceur d'engins de la classe George Washington, portant le nom d'un des présidents des États-Unis. Il est lancé en 1959 et effectue sa première mission opérationnelle fin 1960 initiant la dissuasion nucléaire américaine sous-marine.
Le George Washington effectue ses patrouilles avec des missiles Polaris A1 jusqu'au 2 juin 1964, date à laquelle ils sont remplacés par l’évolution A3. Le dernier membre de cette classe, l'USS Abraham Lincoln (SSBN-602) échange ses A1 pour des A3 le 14 octobre 1965.
Au début des années 1980, avec les limitations imposées par les accords SALT II et l’arrivée des nouveaux sous-marins de classe Ohio, l’USS George Washington, l’USS Patrick Henry (SSBN-599), et l’USS Robert E. Lee (SSBN-601) sont reclassés comme sous-marins d'attaque, une fonction qu’ils occupent pendant plusieurs années avant d'être mis définitivement hors service en 1985.

## Liste des bâtiments
Sous-marins de classe George Washington:
| Désignation                       | Image | Constructeur               | Commandé         | Commissionné      | Mise hors service | Port d'attache              |
| --------------------------------- | ----- | -------------------------- | ---------------- | ----------------- | ----------------- | --------------------------- |
| USS George Washington (SSBN-598)  |       | Electric Boat              | 31 décembre 1957 | 30 décembre 1959  | 24 janvier 1985   | Base navale de Pearl Harbor |
| USS Patrick Henry (SSBN-599)      |       | Electric Boat              | 31 décembre 1957 | 11 avril 1960     | 25 mai 1984       | Holy Loch en Écosse         |
| USS Theodore Roosevelt (SSBN-600) |       | Mare Island Naval Shipyard | 13 mars 1958     | 13 février 1961   | 28 février 1981   | Base navale de Guam         |
| USS Robert E. Lee (SSBN-601)      |       | Newport News Shipbuilding  | 30 juillet 1958  | 16 septembre 1960 | 1er décembre 1983 | Base navale de Guam         |
| USS Abraham Lincoln (SSBN-602)    |       | Portsmouth Naval Shipyard  | 30 juillet 1958  | 11 mars 1960      | 28 février 1981   | Base navale de Guam         |